# Reuwen Sziloah
Reuwen Sziloah (ur. 20 grudnia 1909, zm. 10 maja 1959) – izraelski polityk, jeden z twórców izraelskich służb wywiadowczych, założyciel i pierwszy dyrektor Mosadu (1951–1952).

## Wczesne lata
Sziloah urodził się w ortodoksyjnej rodzinie żydowskiej w Jerozolimie, wówczas w Imperium osmańskim. Był synem Aarona Jakuba i Sary Zaslanskich. Ukończył religijną szkołę Tachkemoni, a następnie Teachers College w Jerozolimie, gdzie nauczył się języka arabskiego.

## Działalność wywiadowcza
W 1929 rozpoczął studia na Uniwersytecie Hebrajskim. Z racji prowadzonych studiów, odbywał podróże po Bliskim Wschodzie. Jego pozycja była niezwykle wygodna do prowadzenia działalności wywiadowczej. Z tego powodu nawiązał z nim kontakt Dow Hoz, z tajnej żydowskiej organizacji paramilitarnej Hagana. Sziloah zgodził się zbierać informacje o żydowskich społecznościach istniejących na Środkowym Wschodzie. W 1932 wyjechał na swoją pierwszą zagraniczną misję do Iraku. Oficjalnie podróżował jako nauczyciel języka hebrajskiego z grupą studentów orientalistyki na Uniwersytet Bagdadzki. Podczas tej podróży stworzył analizę sytuacji irackich Żydów, oraz zebrał opinie Brytyjczyków i Irakijczyków na temat aktualnej sytuacji w Mandacie Palestyny.
W 1934 był jednym z inicjatorów utworzenia komórki wywiadowczej Hagany. W 1935 ponownie pojechał do Iraku, tym razem pod przykrywką dziennikarza. Podczas tej misji nawiązał kontakt z Kurdami. Po powrocie do Palestyny zajął się tworzeniem siatki wywiadowczej Szerut Jediot wśród miejscowych Arabów.
W 1936 był członkiem Departamentu Politycznego Agencji Żydowskiej. Został wysłany z misją do Libanu i Syrii, gdzie kontaktował się z brytyjskimi agentami wywiadu. W czasie II wojny światowej brał udział w operacjach wywiadu brytyjskiego na tyłach wojsk niemieckich, współpracował również z amerykańskim wywiadem – Biurem Służb Strategicznych (OSS) w Waszyngtonie, Kairze i Stambule. Nawiązał wówczas bliskie stosunki osobiste z oficerem X-2 OSS (późniejszym szefem kontrwywiadu CIA), Jamesem Jesusem Angletonem.
W grudniu 1947 został asystentem ds. wywiadu Dawida Ben Guriona. W 1949 został mianowany dyrektorem Departamentu Wojskowego i Politycznego w Ministerstwie Spraw Zagranicznych Izraela. Był członkiem izraelskiej delegacji negocjującej Porozumienia z Rodos. Po podpisaniu porozumień udał się do Stanów Zjednoczonych w celu organizowania działań wywiadowczych prowadzonych w Ameryce. W dniu 13 grudnia 1949 został mianowany przewodniczącym Komitetu Koordynacyjnego Służb Wywiadu, powołanego w celu wzmocnienia kontroli rządu nad nękanymi rozgrywkami personalnymi izraelskimi organizacjami wywiadowczymi, koordynacji ich działań i sprecyzowania zakresu ich kompetencji. Funkcję tę piastował do 1953. Jednym z posunięć ówczesnego premiera Dawida Ben Guriona, zmierzających do przełamania kryzysu wewnętrznego izraelskich służb wywiadowczych i gruntownej ich reorganizacji, było utworzenie w 1951 służby wywiadu zagranicznego Mosadu, którego szefem odpowiedzialnym bezpośrednio przed premierem został Sziloah. Podczas swej krótkiej kadencji zdołał wprowadzić w Mossadzie pewne standardy i zasady działania, lecz skuteczność operacyjna jego agentów, podobnie zresztą jak sposób zarządzania budżetem służby, pozostawiały wiele do życzenia. Trwające w łonie izraelskich służb wywiadowczych rozgrywki kompetencyjne i personalne, a także kłopoty zdrowotne Sziloaha, związane z wypadkiem samochodowym, jakiemu uległ w połowie 1952, skłoniły go do rezygnacji ze stanowiska we wrześniu tego roku (1952).
Od 1953 pracował w ambasadzie w Stanach Zjednoczonych. Stanowisko to piastował do 1956. Przez cały ten czas był tajnym doradcą premiera. Po powrocie do Izraela został mianowany doradcą politycznym MSZ. Zmarł w 1959 na atak serca. Został pochowany na cmentarzu w Jerozolimie.

## Odznaczenia
- Medal za Odwagę